# أوتو فون بورات
أوتو فون بورات (بالنرويجية البوكمول: Otto von Porat)‏ (29 سبتمبر 1903 – 14 أكتوبر 1982) هو ملاكم نرويجي راحل، مثّل بلاده في الألعاب الأولمبية الصيفية 1924.

## روابط خارجية
أوتو فون بورات على موقع بوكس ريك (الإنجليزية) (registration required)
- أوتو فون بورات على موقع أوليمبيديا (الإنجليزية)